# Zubrnice
Zubrnice település Csehországban, az Ústí nad Labem-i járásban. Zubrnice Těchlovice, Lovečkovice, Verneřice, Homole u Panny és Malé Březno településekkel határos. Lakosainak száma 223 fő (2024. január 1.).

## Népesség
A település lakosságának változását az alábbi diagram mutatja:
| Lakosok száma | 645  | 764  | 638  | 317  | 254  | 207  | 248  | 239  | 231  | 223  |
|               | 1869 | 1890 | 1921 | 1950 | 1980 | 2001 | 2017 | 2019 | 2022 | 2024 |